# Martin McNamara (Theologe)
Martin J. McNamara (* 1930 in County Clare) ist ein irischer römisch-katholischer Theologe und Bibelübersetzer. Er lehrte am Milltown Institute of Theology and Philosophy in Dublin.

## Leben
Martin McNamara war das siebte Kind von Michael McNamara und dessen Ehefrau Mary, geb. McMahon. Er studierte zunächst von 1950 bis 1954 Theologie an der Päpstlichen Universität Gregoriana in Rom. Anschließend setzte er von 1954 bis 1957 seine Studien in Bibelkunde am Päpstlichen Bibelinstitut in Rom und 1957/1958 an der École Biblique in Jerusalem fort.
McNamara promovierte 1966 am Päpstlichen Bibelinstitut über Parallelen zwischen dem palästinischen Targum Neophyti und dem Neuen Testament. Später gab er eine vollständige aramäisch-englische Bibelausgabe auf Grundlage dieses Targum heraus. Seine Arbeiten zur Bibelübersetzung förderten die Ökumene. Er veröffentlichte grundlegende Arbeiten zu Biblischen Apokryphen in der irischen Kirche.
Ab 1972 lehrte McNamara am Milltown Institute of Theology and Philosophy (damals „Milltown Park“) in Dublin. Zuletzt war er dort Professor of Sacred Scripture bis zu seiner Emeritierung im Jahr 2000.
Er ist einer der Gründer der Irish Biblical Association und ein Verfechter des Studiums der Heiligen Schrift durch Laien als unverzichtbarer Grundlage des katholischen christlichen Glaubens.

## Publikationen
- The New Testament and the Palestinian Targum of the Pentateuch, AnBib 27 and 27A; Rome: Biblical Institute Press, 1966 (Dissertation)[4]
- Scripture in Church (1970)
- Apocalyptic and Eschatological Heritage: The Middle East and Celtic Realms
- The Apocrypha in the Irish Church
- Intertestamental Literature
- The Aramaic Bible: Targums in their Historical Context (als Herausgeber)